# Simula
Simula er et blokorienteret programmeringssprog beregnet til opgaver i  simulering. Det er samtidig det første programmeringssprog, der benytter objektorienteret programmering. Det kan til dels betragtes som en udvidelse af Algol.

## Historie
Sproget blev udviklet i 1960'erne af Ole-Johan Dahl og Kristen Nygaard på Norsk Regnesentral. Den første version kaldtes Simula I og blev udviklet til en UNIVAC-computer i 1965. Dette sprog blev implementeret på flere computerfirmaers maskiner. I 1967 kom Simula 67. Dette sprog blev mere udbredt. En senere version, Simula 87, implementerer forskellige grader af beskyttelse af objekters interne data og metoder og findes også i en version til MS-DOS. 

## Sprogets bestanddele
Sproget Simula introducerede klasser, subklasser, objekter, virtuelle metoder og spildopsamling. Ligeledes indeholder sproget korutiner, der tillader frivillig tidsdeling mellem forskellige dele af programmet. Dette gjorde sproget særdeles velegnet til simulering f.eks. af køproblemer. Men sproget fungerer også godt til mange andre simuleringsopgaver.

## Efterfølgere
Simula har fået mange efterfølgere, inspireret først og fremmest af sprogets objektorienterede elementer. Her kan nævnes C++, BETA, Smalltalk-80, Java og C#.